# Aqua Timez
Aqua Timez est un groupe de J-rock et J-pop japonais. Il est actuellement en activité depuis 2003. Il est composé de cinq membres originaires de Tokyo : Futoshi (chant), OKP-STAR (guitare basse), Daisuke (guitare), Mayuko (clavier), TASSHI (batterie). Un ancien membre, Abiko, tenait le poste de batteur. Cette formation composée de quatre garçons et une fille au clavier est répandue au Japon pour ce type de groupe. Le groupe est connu d'un assez large public pour avoir contribué à l'anime du manga Bleach pour plusieurs openings et endings tels que Sen no Yoru wo Koete ou Alones. Le groupe se sépare en 2018.

## Biographie
Le groupe a fait ses débuts en août 2005 avec son premier mini-album intitulé Sora Ippai ni Kanaderu Inori. Cet album, très remarqué lors de sa sortie, figure jusqu'en 2006 dans le top 10 de la scène indépendante japonaise[réf. nécessaire]. Il contient la chanson Toushindai no Love Song, très présente alors sur les ondes et considérée aujourd'hui comme l'un des plus grands succès du groupe[réf. nécessaire]. Elle est restée sept semaines consécutives numéro 1 de l'USEN, hit-parade japonais et l'album entre dans le top 10 du classement de l'Oricon le 23 janvier 2006, atteignant le premier rang le 20 février 2006.
Aqua Timez sort un deuxième mini-album le 5 avril 2006, Nanairo no Rakugaki, après avoir signé avec le label Epic Records Japan. Le groupe sort trois mois plus tard le single Ketsui no Asa ni qui sera utilisé pour le film Brave Story. À la fin de l'année, sort l'album éponyme contenant, en plus du single précédent, la chanson Sen no Yoru wo Koete qui composera le générique de fin du film d'animation Bleach: Memories of Nobody. Cet album obtiendra la troisième place au classement de l'Oricon. 
Le 21 novembre 2007, Aqua Timez sort son deuxième album Dareka no Chijou E dont les chansons Shiori et Alones sont sorties au préalable en tant que singles. Alones est utilisée comme sixième opening du manga anime Bleach. Le groupe part pour la première fois en tournée en 2007, tournée intitulée BiG BaNG tour '07 !. Il repart en tournée (ervergreen tour 2008) en mars 2008 et sort par la suite le single Niji le 8 mai, utilisé comme thème du drama Gokusen, puis le single Natsu no kakera le 1er octobre qui sert de générique au film Fure Fure Shujo'.
Le 11 mars 2009 le groupe sort l'album Utai Sarishi Hana dont le titre Velonica est utilisé comme générique de l'anime Bleach.
En 2009, le groupe sort un Best-Of et l'album Carpe Diem parait le 16 février 2011 et regroupe les singles Ehagaki no Haru, GRAVITYØ et Mayonaka no Orchestra sortis en 2010 et 2011.

## Discographie

### Génériques
Les compositions d'Aqua Timez ont été utilisées pour l'anime Bleach, la série animée Star Driver: Kagayaki no Takuto (en), récemment pour l'anime Naruto Shippûden ainsi que Tozoku-Dan ainsi que pour la saison 2 de Magi.